# Heteromyia fasciata
Heteromyia fasciata är en tvåvingeart som beskrevs av Thomas Say 1825. Heteromyia fasciata ingår i släktet Heteromyia och familjen svidknott. Inga underarter finns listade i Catalogue of Life.